# Luc Vandewalle (bankier)
Luc Alfons Cornil ridder Vandewalle (Brugge, 23 februari 1944) is een Belgisch voormalig bankier en bestuurder.

## Levensloop
Luc Vandewalle studeerde in 1968 af als licentiaat economische wetenschappen aan de Rijksuniversiteit Gent. Hij begon zijn carrière bij de Bank Brussel Lambert (BBL), waar hij in 1992 lid van het directiecomité werd. Eind 1999 werd hij aangesteld tot directievoorzitter van BBL ter vervanging van Michel Tilmant. Na de overname door ING bleef hij CEO van ING België tot hij in 2007 vervangen werd door Erik Dralans. Vandewalle werd voorzitter van de raad van bestuur van ING België en werd in werd in 2011 commissaris bij ING. Als voorzitter van ING België werd hij door Eric Boyer de la Giroday opgevolgd. In 2014 nam hij op 70-jarige leeftijd afscheid van de bankensector.
In 2002 werd Vandewalle voorzitter van de Belgische Vereniging van Banken. Hij volgde in deze functie Karel De Boeck op. In 2003 werd hij de eerste voorzitter van de koepelorganisatie Febelfin. Hij bleef dit tot hij in 2005 opgevolgd werd tot Jan Vanhevel.
In 2008 werd Vandewalle de eerste niet-familiale voorzitter van bouwgroep Matexi. In 2017 werd hij opgevolgd door Jo Van Biesbroeck. Verder bekleedt of bekleedde hij bestuursfuncties bij telematicabedrijf Transics (voorzitter), farmaspecialist Arseus, havengroep Sea-Invest (voorzitter), aluminiumgroep Aliplast (voorzitter), diepvriesgroentespecialist Pinguin, vastgoedbevak Befimmo, bouwgroep BESIX, Domo Real Estate, textielbedrijf Sioen, zonnepanelenspecialist Origis, Willy Naessens Industriebouw, de sociale werkplaats Waak (voorzitter), Araani en verzekeraar AlliA. Ook is of was hij lid van de adviesraden van het Fonds voor Wetenschappelijk Onderzoek - Vlaanderen en de Participatiemaatschappij Vlaanderen en lid van het afwikkelingscollege van de Nationale Bank.
Vandewalle was ook voorzitter van de Trends-jury voor de prijs van Manager van het Jaar en voorzitter van het Streekfonds West-Vlaanderen.
In 2012 werd hij door koning Albert II geridderd.